# Ermita de Santa Coloma (Albendiego)
La ermita de Santa Coloma es un templo católico situado en Albendiego (Guadalajara, España). Fue construida en el siglo XII y ampliada en el siglo XV y es de estilo románico. Fue catalogada como Bien de Interés Cultural en 1965 y forma parte del conjunto monumental del románico rural de Guadalajara.

## Ubicación
La ermita se encuentra al sur de la localidad de Albendiego, en la orilla derecha del río del Manadero y junto a su unión con el arroyo de Valdecobas, entre campos de cultivo. Anejo a la ermita está el cementerio municipal.

## Descripción

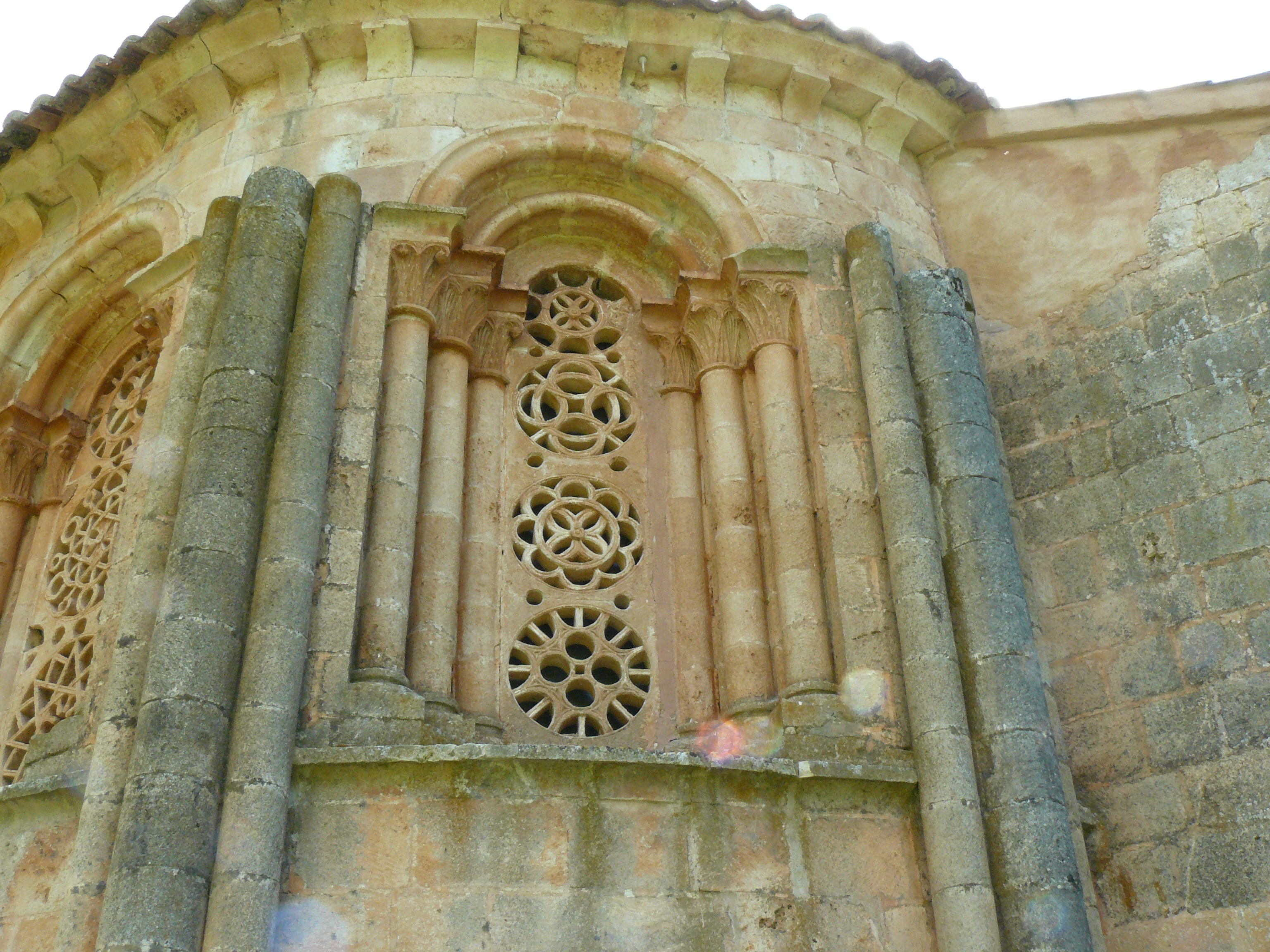
Detalle del ventanal derecho del ábside con cuatro celosías.

Pese a que se trata de una ermita, por su tamaño, forma y decoración tiene aspecto de una pequeña iglesia. Es un templo construido en una planta en forma de cruz latina, aunque carece de cimborrio. En el pie se levanta una espadaña de tres vanos y dos campanas, de estilo gótico.
En la cabecera destaca el ábside central semicircular entre dos laterales de testero recto. El ábside está dividido en tres tramos, separados por una triple columna cada uno y con los testeros. En cada tramo se abre un ventanal abocinado en arco de medio punto y decorado con celosías de piedra de raíz mudéjar, tres en dos de ellos y cuatro en el derecho, algo excepcional y único en el románico.
El interior de la ermita es muy austero, aunque destaca el presbiterio con la parte interior del ábside. A ambos lados hay dos capillas precedidos por dos arcos semicirculares y asentados en pilares y capiteles.